# Gabriele Antonini
Gabriele Antonini (Roma, 16 aprile 1938 – Roma, ottobre 2018) è stato un attore cinematografico e attore teatrale italiano, attivo anche in televisione.

## Biografia
Ha esordito nel 1957 nel film Padri e figli di Mario Monicelli.
Ha proseguito poi interpretando in televisione commedie, sceneggiati televisivi, soap opera.
In teatro ha fatto parte di compagnie prestigiose fra cui Giorgio Albertazzi-Anna Proclemer, Luchino Visconti, Alberto Lionello, Carlo Alighiero.
L'annuncio della morte è stato dato dalla moglie Daniela. I funerali si sono svolti lunedì 8 ottobre 2018 alle ore 11.30 nella chiesa degli Artisti in Piazza del Popolo a Roma. 

## Filmografia

### Cinema
- Padri e figli..., regia di Mario Monicelli (1957)
- Ragazzi della marina, regia di Francesco De Robertis (1957)
- Le fatiche di Ercole, regia di Pietro Francisci (1958)
- Domenica è sempre domenica, regia di Camillo Mastrocinque (1958)
- Ercole e la regina di Lidia, regia di Pietro Francisci (1959)
- Giuditta e Oloferne, regia di Fernando Cerchio (1959)
- La battaglia di Austerlitz, regia di Abel Gance (1960)
- Le sette sfide, regia di Primo Zeglio (1961)
- I mongoli, regia di Leopoldo Savona (1961)
- Maciste alla corte del Gran Khan, regia di Riccardo Freda (1961)
- Il segno del vendicatore, regia di Roberto Mauri (1962)
- Colpo gobbo all'italiana, regia di Lucio Fulci (1962)
- Diciottenni al sole, regia di Camillo Mastrocinque (1962)
- Le sette spade del vendicatore, regia di Riccardo Freda (1962)
- Gli eroi del doppio gioco, regia di Camillo Mastrocinque (1962)
- Goliath e la schiava ribelle, regia di Mario Caiano (1963)
- D'Artagnan contro i 3 moschettieri, regia di Fulvio Tului (1963)
- Il colosso di Roma, regia di Giorgio Ferroni (1964)
- La rivolta dei barbari, regia di Guido Malatesta (1964)
- Soldati e caporali, regia di Mario Amendola (1965)
- Perdono, regia di Ettore Maria Fizzarotti (1966)
- Franco, Ciccio e le vedove allegre, regia di Marino Girolami (1968)
- Il fidanzamento, regia di Giovanni Grimaldi (1975)

### Televisione
- Giochi di società, episodio di Aprite: polizia!, regia di Daniele D'Anza (1958)
- Il povero fornaretto di Venezia – film TV (1959)
- La moglie americana di Renzo Nissim, prosa, regia di Guglielmo Morandi, trasmessa il 15 novembre 1960 sul Programma Nazionale.
- Giallo club. Invito al poliziesco – serie TV, 2 episodi (1960-1961)
- Una tragedia americana – miniserie TV (1962)
- La ragazza di fabbrica – film TV (1963)
- Sabrina – film TV (1963)
- La cittadella – miniserie TV (1964)
- Legittima difesa – film TV (1964)
- Biblioteca di Studio Uno – miniserie TV, 1 episodio (1964)
- Scaramouche – miniserie TV (1965)
- La sera del sabato – film TV (1966)
- Breve gloria di mister Miffin – miniserie TV (1967)
- La fiera della vanità – miniserie TV (1967)
- Felicita Colombo – film TV (1968)
- La fastidiosa di Franco Brusati regia di Giorgio Albertazzi (1972)
- La governante, di Vitaliano Brancati, regia di Giorgio Albertazzi, trasmessa il 14 ottobre 1978
- Quattro grandi giornalisti – miniserie TV (1980)
- George Sand – miniserie TV (1981)
- La professione della signora Warren di George Bernard Shaw, prosa, regia di Giorgio Albertazzi, trasmessa il 21 dicembre 1981.
- Il piacere dell'onestà – film TV (1982)
- L'amante dell'Orsa Maggiore di Sergiusz Piasecki, regia di Anton Giulio Majano – miniserie TV (1983)
- Affari di famiglia – film TV (1986)
- Non basta una vita – serie TV, 1 episodio (1988)
- Camilla, parlami d'amore – serie TV (1992)
- Ricominciare – soap opera (2000-2001)
- Papa Giovanni - Ioannes XXIII – film TV (2002)

## Teatro
- Uno sguardo dal ponte - Visconti
- Pilato sempre
- Antonio e Cleopatra
- La governante
- Butterfly
- La fastidiosa
- Uomini e sottosuolo
- La gioconda
- Il castello illuminato ovvero Voltaire
- 4 giochi in una stanza
- ... questo amore...
- L'angelo dell'informazione
- Commedia d'amore
- Il piacere dell'onestà
- Egmont di Visconti
- Preoccupazione per Lalla di A. Brancati

## Doppiatori italiani
- Massimo Turci in Le fatiche di Ercole, Ercole e la regina di Lidia, Domenica è sempre domenica, Le sette sfide, I mongoli, Il segno del vendicatore, Le sette spade del vendicatore, Gli eroi del doppio gioco
- Giuseppe Rinaldi in Maciste alla corte del Gran Khan
- Pino Colizzi in D'Artagnan contro i 3 moschettieri
- Renato Izzo in La rivolta dei barbari

## Doppiatore
- Alain Delon in L'eclisse